# 莫拉 (密蘇里州)
莫拉（英語：Mora）是位於美國密蘇里州本頓縣的非建制地區。

## 歷史
莫拉的郵局自1882年營運至今。

## 地理
莫拉所處的海拔為高於海平面310米（即1017英呎），而該地所採用的時區為UTC-6，即北美中部時區（CST）。同時該地設有夏令時間，為UTC-6調快一小時，即UTC-5（CDT）。